# 緑町駅
緑町駅（みどりちょうえき）は、神奈川県小田原市にある、伊豆箱根鉄道大雄山線の駅。駅番号はID02。

## 歴史
- 1935年（昭和10年）
  - 6月14日：新小田原 - 相模広小路間に開業。
  - 6月16日：小田原 - 緑町間開業。新小田原 - 緑町間廃止。

## 駅構造
単式ホーム1面1線を有する地上駅で、線路の東側にホームがある。無人駅でホームの井細田方に短い上屋と出入り口とが設置されるのみである。乗車票発行機設置。

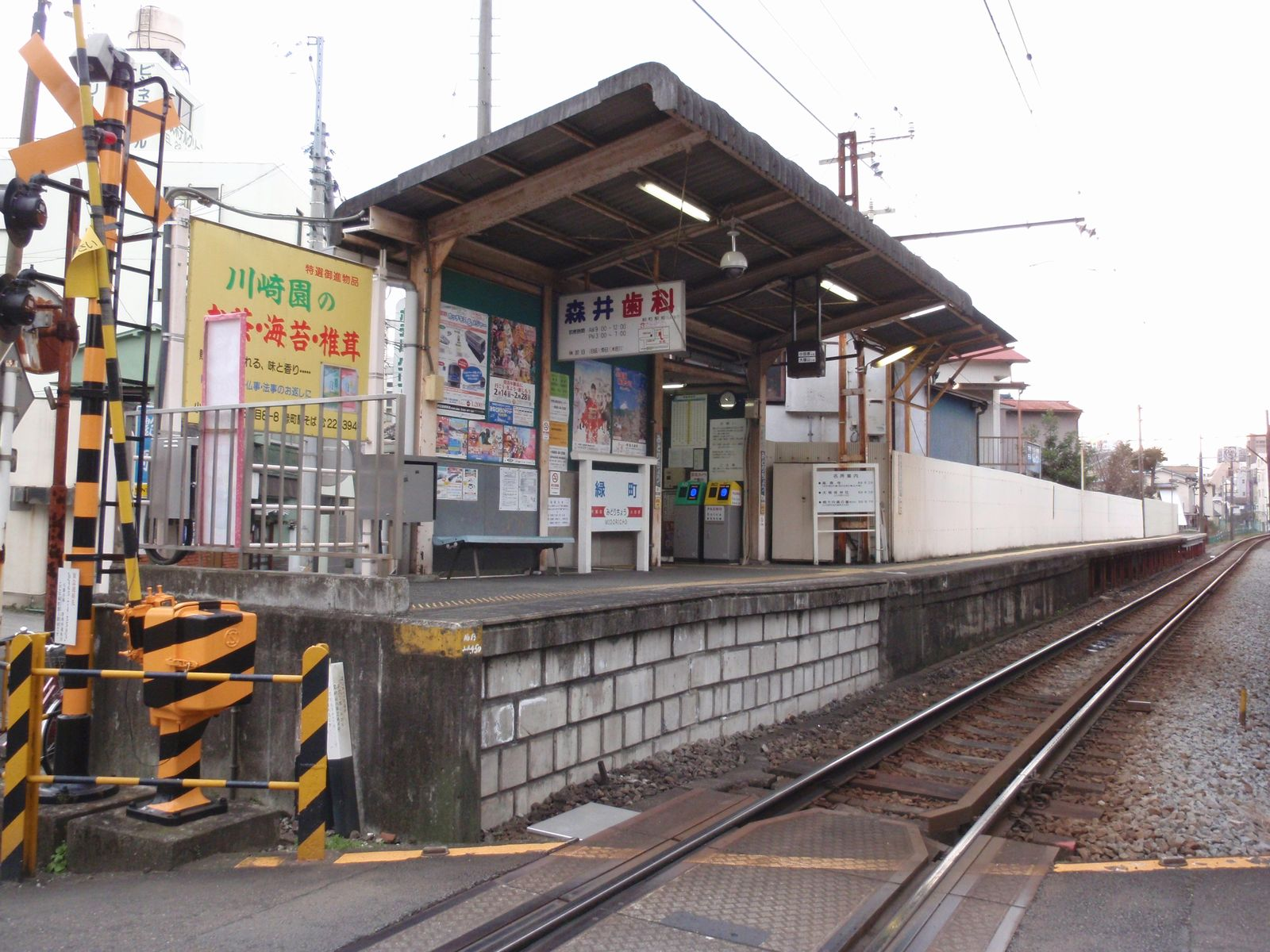
構内
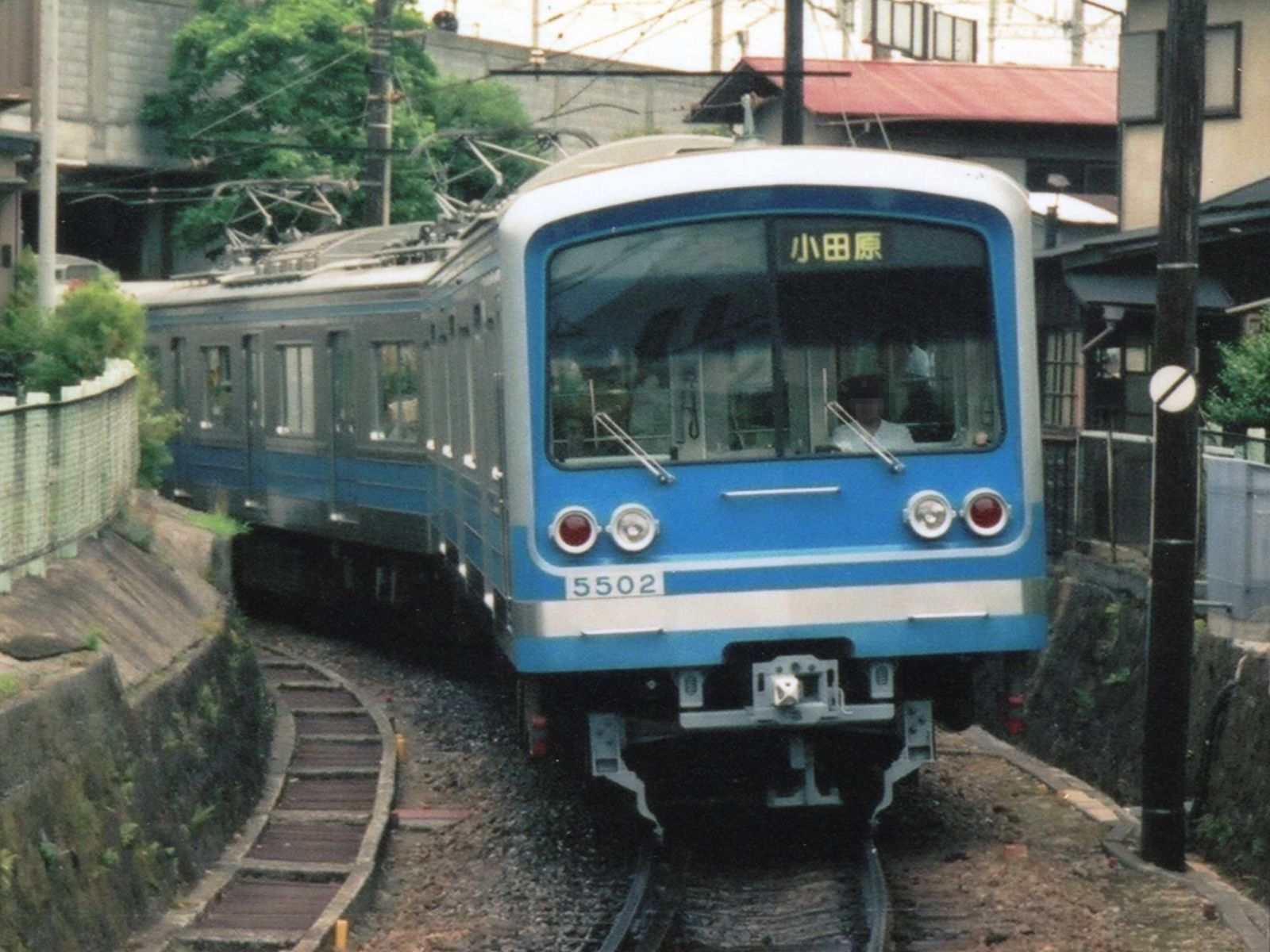
緑町駅に進入してくる電車。写真の奥が大雄山駅側で、上部の高架線が東海道線、撮影アングルの背後が緑町駅となる。この急カーブがあるため、大雄山線は20m車体の車両が入線できない。

## 利用状況
各年度の1日平均乗車人員は下表の通り。
| 乗車人員推移       | 乗車人員推移     | 乗車人員推移 |
| 年度               | 1日平均 乗車人員 | 出典         |
| ------------------ | ---------------- | ------------ |
| 1998年（平成10年） | 212              | [ * 2 ]      |
| 1999年（平成11年） | 231              | [ * 3 ]      |
| 2000年（平成12年） | 222              | [ * 4 ]      |
| 2001年（平成13年） | 212              | [ * 4 ]      |
| 2002年（平成14年） | 206              | [ * 5 ]      |
| 2003年（平成15年） | 205              | [ * 6 ]      |
| 2004年（平成16年） | 217              | [ * 7 ]      |
| 2005年（平成17年） | 207              | [ * 8 ]      |
| 2006年（平成18年） | 184              | [ * 9 ]      |
| 2007年（平成19年） | 182              | [ * 10 ]     |
| 2008年（平成20年） | 180              | [ * 11 ]     |
| 2009年（平成21年） | 173              | [ * 12 ]     |
| 2010年（平成22年） | 155              | [ * 13 ]     |
| 2011年（平成23年） | 170              | [ * 14 ]     |
| 2012年（平成24年） | 175              | [ * 15 ]     |
| 2013年（平成25年） | 178              | [ * 16 ]     |
| 2014年（平成26年） | 189              | [ * 17 ]     |
| 2015年（平成27年） | 200              | [ * 18 ]     |
| 2016年（平成28年） | 208              | [ * 19 ]     |
| 2017年（平成29年） | 206              | [ * 20 ]     |
| 2018年（平成30年） | 229              | [ * 21 ]     |
| 2019年（令和元年） | 228              | [ * 22 ]     |
| 2020年（令和02年） | 182              | [ * 23 ]     |
| 2021年（令和03年） | 193              | [ * 1 ]      |

## 駅周辺
小田原市の市街地に位置し、人家が多い。小田原駅からわずか400メートルほどの所にある小さな駅で、ホームの端から小田原駅の構内を望むことができるほどである。

### バス路線
最寄のバス停は「広小路」で、富士急湘南バス、箱根登山バス、伊豆箱根鉄道の路線が発着する。

## 隣の駅
伊豆箱根鉄道
 大雄山線
小田原駅 (ID01) - 緑町駅 (ID02) - 井細田駅 (ID03)